# Heaven Sent (canción de INXS)
«Heaven Sent» es el trigésimo primer disco sencillo del grupo australiano de rock INXS, el primero desprendido de su octavo álbum de estudio Welcome to Wherever You Are, y fue publicado el 18 de julio de 1992. La canción fue escrita por Jon Farriss y Michael Hutchence. Este sencillo no se publicó en Norteamérica.
Andrew Farriss explicó en las notas de la reedición de 2002: "Originalmente escribí la canción como una balada. La banda la escuchó y la envolvió en sonido rock para convertirla en la grabación en la que se convirtió. El efecto vocal ayudó a darle a la pista una actitud extra.
El lado B del sencillo fueron los temas It Ain't Easy de Andrew Farris, y 11th Revolution de Tim Farriss.

## Formatos
Formatos del sencillo.
En disco de vinilo de 7"
7 pulgadas. 1992 Mercury Records 866 952-7  /  / 
| Lado A |               |                |          |  |
| N.º    | Título        | Escritor(es)   | Duración |  |
| 1.     | «Heaven Sent» | Andrew Farriss | 3:20     |  |

| Lado B |                 |                |          |  |
| N.º    | Título          | Escritor(es)   | Duración |  |
| 1.     | «It Ain't Easy» | Andrew Farriss | 3:13     |  |

En disco de vinilo de 12"
12 pulgadas. 1992 Mercury Records 866 953-1  /  /  / 
| Lado A |                 |                |          |  |
| N.º    | Título          | Escritor(es)   | Duración |  |
| 1.     | «Heaven Sent»   | Andrew Farriss | 3:20     |  |
| 2.     | «It Ain't Easy» | Andrew Farriss | 3:13     |  |

| Lado B |                                 |                |          |  |
| N.º    | Título                          | Escritor(es)   | Duración |  |
| 1.     | «11th Revolution»               | Tim Farriss    | 3:30     |  |
| 2.     | «Heaven Sent» (Gliding Version) | Andrew Farriss | 3:07     |  |

En Casete
| Casete. 1992 Mercury Records INXMC 19 |                 |                |          |  |
| N.º                                   | Título          | Escritor(es)   | Duración |  |
| 1.                                    | «Heaven Sent»   | Andrew Farriss | 3:20     |  |
| 2.                                    | «It Ain't Easy» | Andrew Farriss | 3:13     |  |

Casete. 1992 East West Records 450990115-4 
| Lado A |                 |                |          |  |
| N.º    | Título          | Escritor(es)   | Duración |  |
| 1.     | «Heaven Sent»   | Andrew Farriss | 3:20     |  |
| 2.     | «It Ain't Easy» | Andrew Farriss | 3:13     |  |

| Lado B |                   |                                 |          |  |
| N.º    | Título            | Escritor(es)                    | Duración |  |
| 1.     | «11th Revolution» | Tim Farriss                     | 3:30     |  |
| 2.     | «Deepest Red»     | Jon Farriss y Michael Hutchence | 3:19     |  |

En CD
| Mini CD 1992 East West Records WMD5-4108 . CD 1992 Mercury Records 866 952-2 |                 |                |          |  |
| N.º                                                                          | Título          | Escritor(es)   | Duración |  |
| 1.                                                                           | «Heaven Sent»   | Andrew Farriss | 3:20     |  |
| 2.                                                                           | «It Ain't Easy» | Andrew Farriss | 3:13     |  |

| CD 1992 Mercury Records 866 953-2 / |                   |                                 |          |  |
| N.º                                 | Título            | Escritor(es)                    | Duración |  |
| 1.                                  | «Heaven Sent»     | Andrew Farriss                  | 3:20     |  |
| 2.                                  | «It Ain't Easy»   | Andrew Farriss                  | 3:13     |  |
| 3.                                  | «11th Revolution» | Tim Farriss                     | 3:30     |  |
| 4.                                  | «Deepest Red»     | Jon Farriss y Michael Hutchence | 3:19     |  |

| CD 1992 East West Records 450990115-2 |                                 |                                 |          |  |
| N.º                                   | Título                          | Escritor(es)                    | Duración |  |
| 1.                                    | «Heaven Sent»                   | Andrew Farriss                  | 3:20     |  |
| 2.                                    | «It Ain't Easy»                 | Andrew Farriss                  | 3:13     |  |
| 3.                                    | «11th Revolution»               | Tim Farriss                     | 3:30     |  |
| 4.                                    | «Deepest Red»                   | Jon Farriss y Michael Hutchence | 3:19     |  |
| 5.                                    | «Heaven Sent» (Gliding Version) | Andrew Farriss                  | 3:07     |  |